# Maria Bettina Cogliatti
Bettina Cogliatti (née le 23 octobre 1957 à Mexico) est une artiste sculpteur et peintre suisse.

## Biographie
Cogliatti est la petite-fille de José Olivares Larrondo. Elle vit en Suisse depuis 1960. De 1978 à 1982, elle a fréquenté l’école supérieure de Zurich et l’école supérieure de design de Lucerne. De 1982 à 1986, elle a étudié à l'Académie des beaux-arts de Düsseldorf. Elle était une élève de maître de Günther Uecker.
L’artiste est connue pour ses interventions sculpturales et pour son jeu des couleurs. Depuis les années 1980, elle participe régulièrement à des expositions d'art. En 1986, elle a reçu le Prix suisse d'art (et participé à des expositions à l'Orangerie de Cassel (Hesse) et au Musée des Beaux-Arts d'Argovie). En 1987, elle a co-fondé le Forum Junge Kunst Zug. En 1990 elle est invitée par Bertrand Ney à Diekirch avec son œuvre Convergence. En 1998, elle peint une peinture murale sur le quai Katastrophenbucht de Zoug, le Trompe-l'œil: la fresque murale intégrée au pont de la Vorstadt aligne des surfaces contrastantes de couleurs froides et chaudes de manière à que des fenêtres, des niches et des interruptions apparaissent dans le mur de 112 mètres de long. En 2000, elle fonde sa propre école d'art bild end e à Zoug.

## Expositions

### Expositions individuelles
| Expositions individuelles | Expositions individuelles                 | Expositions individuelles     |       |
| Année                     | Titre de l'exposition                     | Site                          | Ville |
| ------------------------- | ----------------------------------------- | ----------------------------- | ----- |
| 2004                      | le duel des persistances                  | Z-Galerie                     | Baar  |
| 2007                      | les cendres en fleur - die Asche in Blüte | Z-Galerie                     | Baar  |
| 2010                      | décision craquelée                        | Z-Galerie                     | Baar  |
| 2013                      | discernant - erfühlend                    | Z-Galerie                     | Baar  |
| 2017                      | germant - keimend                         | Z-Galerie                     | Baar  |
| 2017                      | «raumend»                                 | Kantonales Verwaltungszentrum | Zug   |

### Expositions de groupe
| Expositions de groupe | Expositions de groupe                     | Expositions de groupe                            | Expositions de groupe                    |
| Année                 | Titre de l'exposition                     | Site                                             | Ville                                    |
| --------------------- | ----------------------------------------- | ------------------------------------------------ | ---------------------------------------- |
| 1982                  | Weihnachtsausstellung                     | Kunstmuseum Luzern                               | Lucerne                                  |
| 1985                  | Natur                                     | Galerie Tschudi                                  | Glarus (Suisse), Bad Waldsee (Allemagne) |
| 1986                  | Julius                                    | Galerie Löhrl                                    | Mönchengladbach                          |
| 1986                  | Junge Schweizer Künstler                  | Musée des Beaux-Arts d'Argovie, Orangerie Kassel | Aarau (Suisse), Kassel (Allemagne)       |
| 1987                  | Auf dem Rücken des Tigers                 | Shedhalle Zurich                                 | Zurich                                   |
| 1987                  | Moment                                    | Forum Junge Kunst                                | Cham ZG                                  |
| 1987                  | Einblick in die Junge Schweizer Kunst     | Kunsthaus Luzern, Allmendhalle Zug               | Lucerne, Zoug                            |
| 1988                  | 137 Tage                                  | Forum Junge Kunst                                | Cham ZG                                  |
| 1988                  | Plastik                                   | Villa Krämerstein                                | Horw LU                                  |
| 1989                  | 3 Zuger Plastiker                         | Kornschütte                                      | Lucerne                                  |
| 1989                  | Begegnung mit Zuger Künstlern             | Park Villette                                    | Cham ZG                                  |
| 1990                  | 3 x 3 Zuger Kunst                         | Kunsthaus Zug                                    | Zoug                                     |
| 1990                  | Begegnung mit Zuger Künstlern             |                                                  | Walchwil                                 |
| 1990                  | Convergence                               |                                                  | Diekirch (Luxemburg)                     |
| 1990                  | Neuchâtel Arts                            |                                                  | Neuchâtel                                |
| 1991                  | 700 Jahre Eidgenossenschaft               | Park Villette                                    | Cham ZG                                  |
| 1991                  | - Konstruktion +                          | Altstadthalle                                    | Zoug,                                    |
| 1992                  | Weg der Frau                              | Altstadthalle                                    | Zoug                                     |
| 1993                  | räumlich - nähernd                        |                                                  | Zoug                                     |
| 1993                  | Frau und Körper                           | Schloss Landenberg                               | Sarnen                                   |
| 1994                  | So leer sind die Räume nun wirklich nicht | Fabrik an der Lorze                              | Baar ZG                                  |
| 1996                  | Chaotikum                                 | Altstadthalle                                    | Zoug                                     |
| 1997                  | Lithographie                              | Kunstsalon Wolfensberger                         | Zürich                                   |
| 1997                  | Zeichnungen                               | Kunstsalon Wolfensberger                         | Zürich                                   |
| 1997                  | Auf dem 47. Breitengrad                   | Kantonales Kulturzentrum Palais Besenval         | Zoug / Solothurn                         |
| 1997                  | le murmure du noy e au                    | Galerie Réveil                                   | Zoug                                     |
| 1998                  | Laufend - Betrachten                      | Klinik St. Andreas / Kunstsalon Wolfensberger    | Cham ZG / Zürich                         |
| 1998                  | Zug - Berlin - Zug                        |                                                  | Baar ZG / Berlin                         |
| 1998                  | trompe-l'œil                              | Altstadthalle                                    | Zugo                                     |
| 1999                  | „mes noy e autés“ et mes „trompe - l’œil“ | Kunstsalon Wolfensberger                         | Zürich                                   |
| 2018                  | Frisch verpackt                           | Shedhalle                                        | Zoug                                     |